# FK Atletas Kaunas
FK Atletas Kaunas  (fosta FK LKKA ir Teledema) este un club de fotbal din Kaunas, Lituania.

## Echipa
| Nr. |          | Poziție | Jucător              |
| --- | -------- | ------- | -------------------- |
| 1   | Lituania | P       | Algirdas Surgautas   |
| 2   | Lituania | F       | Mantas Sirvidas      |
| 3   | Lituania | F       | Gediminas Zaborskis  |
| 4   | Lituania | F       | Gediminas Macevičius |
| 6   | Lituania | F       | Kęstutis Petkus      |
| 7   | Lituania | M       | Deividas Latušenka   |
| 8   | Lituania | M       | Paulius Smaryginas   |
| 9   | Lituania | A       | Eimantas Marozas     |
| 10  | Lituania | A       | Jaunius Mikalauskas  |
| 11  | Lituania | A       | Jaunius Juozaitis    |
| 12  | Lituania | P       | Aivaras Bražinskas   |
| 13  | Lituania | F       | Rokas Garastas       |
| 14  | Lituania | A       | Mindaugas Grušauskas |
| 15  | Lituania | F       | Karolis Vasiliauskas |
| 16  | Lituania | A       | Vaidas Macianskis    |

| Nr. |          | Poziție | Jucător               |
| --- | -------- | ------- | --------------------- |
| 17  | Lituania | M       | Erikas Ruškys         |
| 18  | Lituania | F       | Eringas Degutis       |
| 19  | Lituania | F       | Audrius Juozaitis     |
| 20  | Lituania | A       | Aleksandras Jefišovas |
| 21  | Lituania | F       | Paulius Macevičius    |
| 22  | Lituania | P       | Mantas Gintalas       |
| 23  | Lituania | A       | Eisvinas Utyra        |
| 24  | Lituania | F       | Klaudijus Blaževičius |
| 25  | Lituania | M       | Arnas Juozaitis       |
| 26  | Lituania | M       | Edmundas Pukys        |
| 27  | Lituania | A       | Mantas Juozapaitis    |
| 30  | Lituania | M       | Vladas Petkevičius    |
| 32  | Lituania | P       | Mantas Tamulionis     |
| 33  | Lituania | F       | Marius Žukovas        |